# Rubén Antonio González Medina
Rubén Antonio González Medina, C.M.F. (Santurce, San Juan, 9 de febrero de 1949) es un obispo católico puertorriqueño. Es el obispo de la Diócesis de Ponce, Puerto Rico.

## Biografía
Nació en Santurce, Puerto Rico el 9 de febrero de 1949.  En 1966 a los 17 años de edad ingresó al noviciado de los Misioneros Claretianos en Salvatierra, Álava, España, profesando sus votos temporales en 1967 y sus votos perpetuos en 1972.  
De 1969 a 1973 estudió filosofía y el primer año de teología en Colmenar Viejo, Madrid, España, completando sus estudios en el Seminario Diocesano de Paso Ancho, República de Costa Rica.  

## Carrera eclesiástica
Fue ordenado diácono el 8 de septiembre de 1974 en Costa Rica.  Recibió la ordenación sacerdotal el 9 de febrero de 1975.
Fue nombrado Superior Mayor de los Misioneros Claretianos de las Antillas en 1999.  El 12 de diciembre de 2000 el papa Juan Pablo II, le nombra obispo de Caguas, sucediendo al entonces Administrador Apostólico de la diócesis, Mons. Álvaro Corrada del Río, S.J.  El cardenal Luis Aponte Martínez le ordena obispo el 4 de febrero de 2001.
El padre-obispo, como le llaman en su diócesis, fue presidente de la Conferencia Episcopal Puertorriqueña del 2007 al 2012.
| Predecesor: Félix Lázaro Martínez | Obispo Diócesis de Ponce 2015 - | Sucesor: - |

- Datos: Q2171511
- Multimedia: Rubén Antonio González Medina / Q2171511